# Monticchio Polesano
Monticchio (Polesano) (Muntić in croato (leggi: Muntich), Monticolum in latino) è un villaggio nel sudest dell'Istria. L'etimologia del nome proviene dal latino mons, oppure monticulus, che verrebbe a significare "colle" (monte/monticello). Data la vicinanza alla città principale dell'Istria, siccome dal "colle" di Monticchio è ben visibile tutta la pianura sud verso Pola, gli venne attribuito l'aggiuntivo "Polesano" per non confonderlo con omonimi.

## Geografia fisica
Il paesino di Monticchio si trova nel comune di Lisignano (un tempo nel Comune di Marzana), anche se per la sua vicinanza (9 km) è sempre stato più collegato alla città di Pola. Posizionato su un'altura che domina il sudovest di Pola, a metà tra il villaggio di Altura è quello di Lavarigo, lontano dalle odierne strade principali e a poca distanza (2,5 km) dall'aeroporto di Pola. Dalla parte sudest del villaggio, verso Altura, è situato Nesazio, un importante sito archeologico preromano dell'epoca degli Histri, con vicino il porto di Badò.

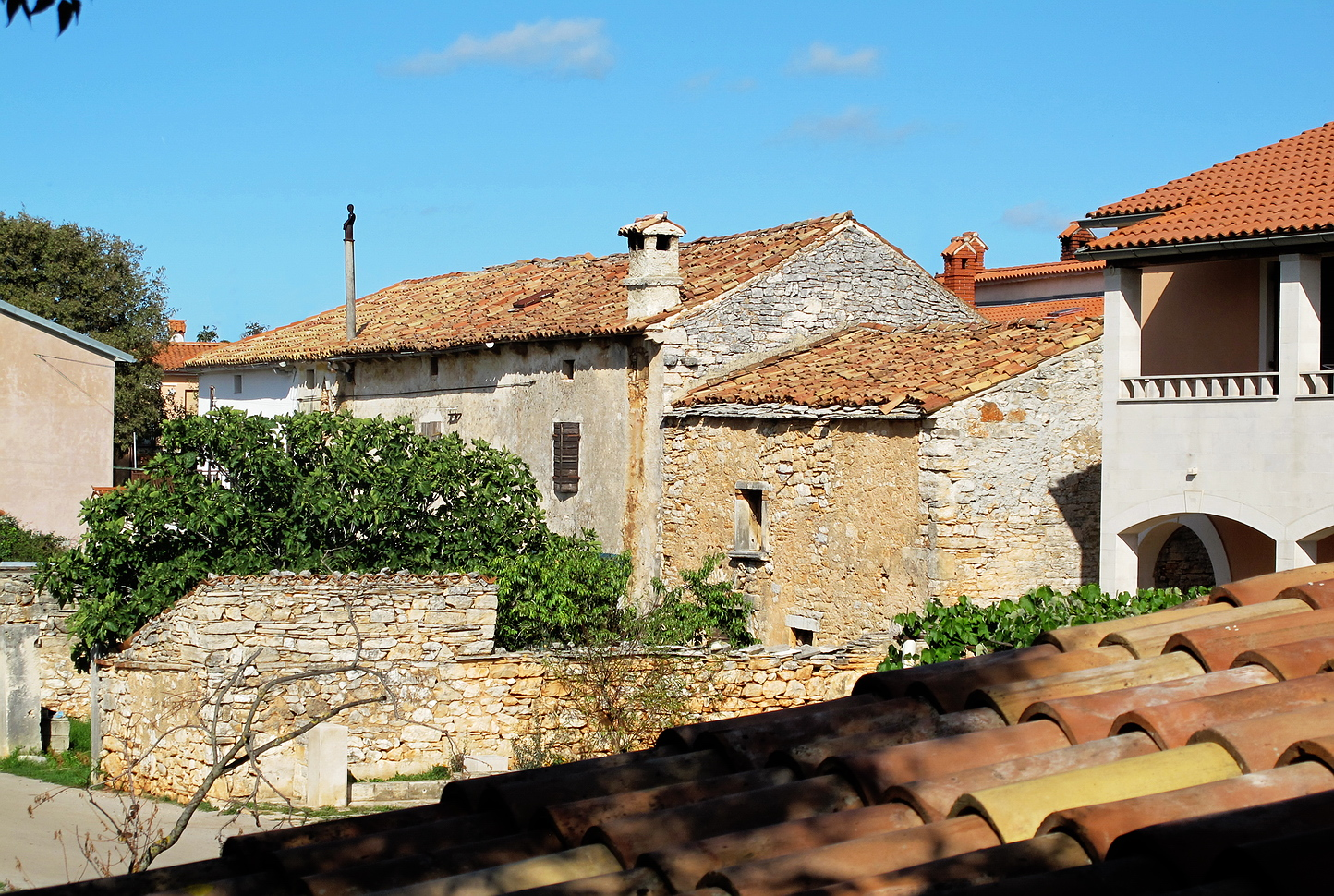
La vecchia casa rurale tipica "di Cvitko"

Monticchio, come molti altri paesini dell'Istria viene suddiviso in quartieri del villaggio (molto spesso in relazione a famiglie locali), così vi sono parti del villaggio con nomi quali Brov, Zvonići (leggi: Zvonichi), Barelini, Škabini (probabilmente deriva da Scabino), Markolovi, Krnjeli (Cargnelli, deriva da famiglie pervenute dalla Carnia), Čalići (leggi: Chalichi) ecc.

## Società
Fino agli sconvolgimenti della Seconda guerra mondiale, la popolazione era per la quasi totale di lingua e cultura italiana, che, in seguito all'esodo istro-dalmata  si è notevolmente ridotta. Oggi la maggior parte della popolazione locale lavora nella vicina Pola, anche se il luogo mantiene ancora la tradizione agricola, in special modo vinicola e della coltivazione dei ulivi. Si sta inoltre sviluppando il turismo rurale con prodotti tipici della cucina istriana.

## Storia

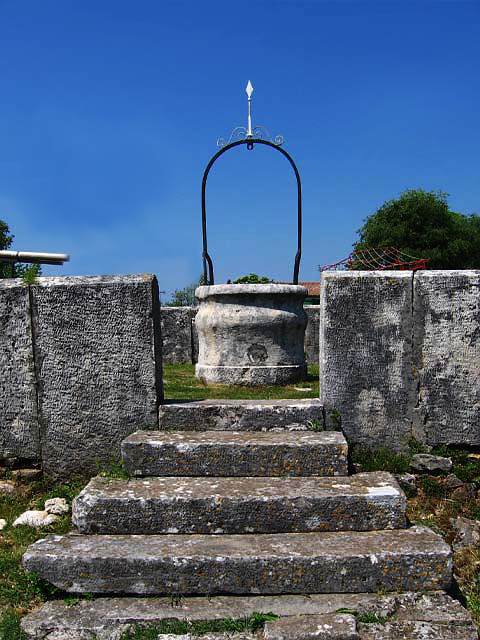
Cisterna medievale in piazza

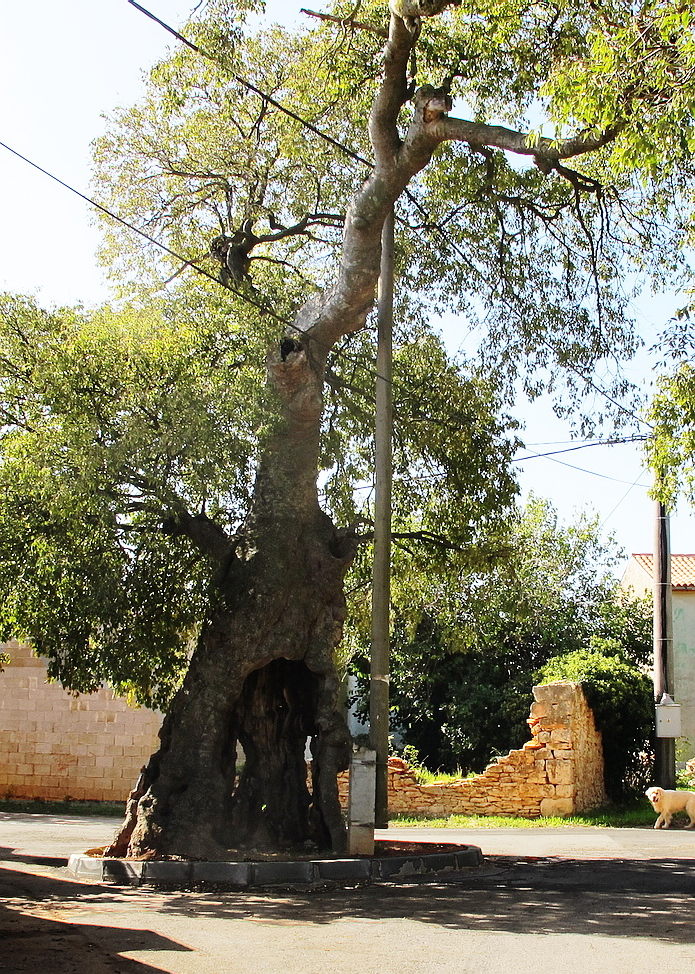
Il bagolaro (Celtis australis, ladogna), di cca. 450 anni

Il luogo era già abitato nella preistoria, come testimoniano le fortificazioni vicino a Nesazio e Lavarigo, poi durante l'epoca romana, con una villa rustica nei odierni Radeki, nella vicina stanzia Wasserman (chiamata Vasimova stanzia dai locali). Si presume che il villaggio sia sorto sul sito del primo accampamento delle legioni romane che giunsero nel I secolo a.C. a conquistare l'allora capitale Nesazio, dal nome Sors Rumeianum (Rumejarum), Rumianum oppure Rumiarum, che lega il nome a Runjan (leggi: Runian), il più grande stagno di Monticchio.
Il luogo viene poi menzionato alcune volte, fino a fonti significative del 1028 dove Monticchio viene annoverato come possedimento feudale della Diocesi di Pola, che per una cessione dopo venne a far parte del Patriarcato di Aquileia. A causa di guerre e pestilenze fino al XVI secolo il luogo divenne quasi completamente disabitato, come molti altri nel sud dell'agro polese. Nel corso del XVI secolo il luogo, allora feudo in possesso di Girolamo Barbarigo, venne abitato da popolazioni dalmate, profughe dell'avanzata dei Turchi (negli anni 1530, 1579, 1583, 1588). Così ripopolato, il luogo venne chiamato Monticchio - Muntic (ancora però in un atto del 1656 si può trovare il nome Montecchio sive Rumian).
La chiesa dedicata a San Girolamo (tipica degli ordini mendicanti), a navata unica con campanile a vela, viene già menzionata per lavori di restauro nel XIV secolo, anche se la chiesa ha origini più remote, probabilmente del tardo XII secolo. Il campanile è del 1396 e riporta il nome del fonditore (Marco Vendramo di Venezia). All'interno vi è una notevole navata in stile protogotico ad archi, un tabernacolo in stile barocco con inciso "Hic est corpus X i" e un dipinto di A. Samassa del 1827 che raffigura la Madonna con angeli e santi. La chiesetta una volta possedeva vari importanti elementi liturgici in stile gotico poi dispersi, dall'altare alle panchine lavorate a mano, raffigurazioni del Via Crucis e diverse incisioni lapidaree in caratteri gotici. Come ricordano ancora gli abitanti di Monticchio, la chiesa era un tempo adorna di affreschi, con la tipica navata blu a stelle e raffigurazioni di santi: tutto andò perso durante un restauro non appropriato.
Vicino alle odierne Drage, in direzione Altura, nel territorio di Monticchio si trova anche l'antica chiesa gotica della Madonna di Castagno (Costagniza) del 1197, dove gli abitanti per tradizione effettuavano una processione una volta all'anno. Le campane della chiesa sono del 1454, opera di Johanes Delton. Un tempo la chiesa era dedicata a San Germano, che proprio in questo luogo era stato martirizzato nel 284, dato che il luogo si trova sulla strada antica principale che collegava Nesazio a Pola. Nella chiesa si trova ancora una lapide con incise lettere in caratteri gotici del XIV secolo.

## Cultura
Monticchio è un paesino di lunga tradizione dei kantaduri (cantanti in dialetto istriano delle kante) dei vecchi canti istriani, dei quali c'è un autorevole archivio di "Radio Pula" (la radio nazionale, sede di Pola), messo a punto da R.Pernic. Dei cantanti (kantaduri) e musicisti locali di scala pentatonica istriana, sono sicuramente da sottolineare; Angelo Goldin e Mario Radesic, con Vilim, Pere e Ive Skuflic.

## Sport
Esiste a Monticchio dal 1976 la squadra locale di calcio "NK Muntic". Fino a pochi anni fa era molto giocato il gioco delle bocce (burele in dial.locale).